# Abampère
Pour les articles homonymes, voir biot.
L' abampère (abA), aussi appelé biot (Bi) en l'honneur de Jean-Baptiste Biot, est l'unité de courant électrique dans le système CGS. 

## Définition
Un abampère est égal à 10 ampères (1 décaampère) dans le système international d'unités,.
Un courant de 1 abampère circulant dans un conducteur circulaire de 1 centimètre de rayon produit un champ magnétique de 2 π œrsteds  au centre du cercle.